# Isogamie (biologie)
Pour les articles homonymes, voir Isogamie.
L’isogamie est une forme de fécondation impliquant des gamètes ayant la même morphologie, de sorte qu'ils ne peuvent pas être classés comme mâles ou femelles, mais comme gamète + et  gamète - (polarités complémentaires ou polarités opposées + et -). L'isogamie se rencontre chez divers organismes unicellulaires, telles que des bactéries, (conjugaison bactérienne), mais aussi chez les champignons et les algues. Son antonyme est l'anisogamie.
La reproduction sexuée des organismes isogames nécessite des partenaires génétiquement différents. Plus la reproduction sexuée est fréquente, plus le nombre de variantes génétiques est important. C'est notamment le cas de Schizophyllum commune qui dispose de 23 000 variantes génétiques fonctionnant comme autant de genres sexuels. En revanche, si la plupart des espèces isogames n'ont que deux genres, c'est qu'elles ne se reproduisent que rarement de manière sexuée (par exemple, la levure Saccharomyces cerevisiae 
ne se reproduit sexuellement que toutes les 5 000 générations). Le cilié Tetrahymena thermophila, qui se reproduit sexuellement environ toutes les 100 générations, dispose de sept genres sexuels différents,.
Il semble probable que la reproduction sexuée soit apparue sous la forme d’une reproduction isogame. Aujourd’hui, l’isogamie est un phénomène rare, même chez les organismes unicellulaires. L'évolution vers l'anisogamie semble avoir été le fait d'une sélection disruptive (en). Ce type de sélection favorise les extrêmes d'un trait et élimine peu à peu la valeur moyenne[réf. nécessaire].

## Botanique
En botanique, on parle d'isogamie quand les gamètes mâles et femelles sont de taille identique ; elle peut être associée à la planogamie qui indique que les gamètes mâles et femelles sont flagellés et mobiles, comme dans le cas de l'algue verte Ulva lactuca.